# Lupinus falsorevolutus
Lupinus falsorevolutus är en ärtväxtart som beskrevs av Charles Piper Smith. Lupinus falsorevolutus ingår i släktet lupiner, och familjen ärtväxter. Inga underarter finns listade i Catalogue of Life.